# Avideologisering
Avideologisering är detsamma som ideologiernas död. Ordet ideologi tillhör snarare en begreppsfamilj än det är ett enskilt begrepp i sig själv. Den nya innebörden av begreppet, att vara en "världslig religion", kom under slutet av 1950-talet. Flera sociologer, bland annat Raymond Aron, Edward A. Shils, Daniel Bell och Seymour Martin Lipset (men också Herbert Tingsten), drog slutsatsen att den politiska appell allomfattande ideologiska system tidigare hade haft, med nazismen, fascismen och kommunismen som de mest påtagliga exempler, nu var på tillbakagång. Detta var en konsekvens av utvidgade demokratiska rättigheter och ökande välstånd i västliga kapitalistiska länder efter andra världskriget. Uttryckt på ett annat sätt: att föra en pragmatisk politik som ledde till smör på brödet och salt i gröten var viktigare än att förfäkta och odla de djupgående sociala motsättningar som varit typiska under det tidiga 1900-talet. 